# 대동아공영권

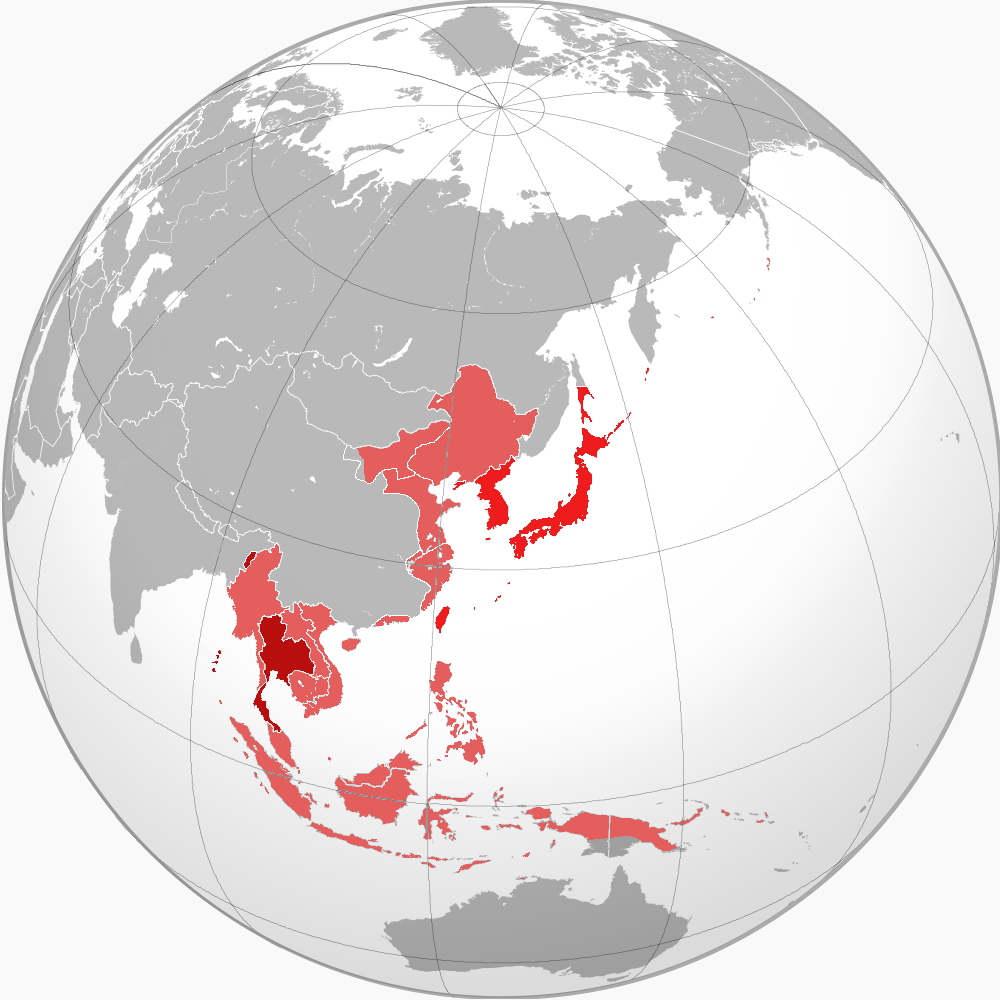
1942년 일본 제국의 최대판도

대동아공영권(大東亞共榮圈, 일본어: 大東亜共栄圏 다이토아쿄에이켄[*], 영어: Greater East Asia Co-Prosperity Sphere, GEACPS)은 쇼와 시대 일본 제국 정부와 일본군에 의해 고안, 점령지의 아시아인들에게 동아시아보다 더 큰 영역에서의 동북아시아, 동남아시아, 오세아니아의 문화적, 경제적 통합이라고 선전된 개념이다. 이는 또한 "일본에 의해 주도되고 서방 세력에 독립된 자급자족적인 아시아 각국의 군사적 경제적 동맹 블록"을 만들어내려는 욕망을 표현한 것이다. 대동아공영권은 일본의 외무대신 아리타 하치로의 1940년 6월 29일의 라디오 연설 "국제 정세와 일본의 위치"에서 선언되었다.

## 개념

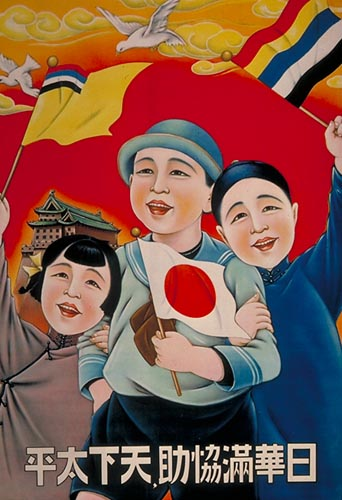
만주국이 일본과 중국, 만주국의 우호 관계를 선전하기 위해 제작한 포스터

"대동아공영권"의 용어 자체는 군국주의에 반대하던 분석 철학자 미키 기요시(三木 清)가 제창하였다. 하지만 그 이전에, 일본 총리 고노에 후미마로가 1938년 12월 22일 동북아시아에 한정해 제창한 동아신질서(일본어: 東亜新秩序 도아신치츠죠[*])라는 지리적으로 더 좁은 범위에 대한 개념이 영향을 주었다.
고노에 후미마로는 1940년에 일본, 만주국, 중국과 동남아시아의 일부를 아우르는 대동아를 건설하기 위해 대동아공영권을 기획했으며, 선전에 따르면 그것은 서구 제국주의 지배로부터 자유로워져 번영과 평화, 자유를 누릴 아시아 국가들의 "공영"을 찾기 위해 새 국제 질서를 만드는 것이었다. 이러한 팽창을 위한 군사적 목표는 오스트레일리아의 고립과 인도양에서의 군사 작전을 포함했다. 대동아공영권은 팔굉일우의 원칙을 가능하게 할 것이었다.
하지만 이는 1930년대부터 제2차 세계 대전까지 일어난 일본 제국의 동아시아 침략을 정당화하려는 슬로건과 개념 중 하나였고, 오늘날 "대동아공영권"은 대체로 일본 제국이 제2차 세계 대전 중에 괴뢰 정부를 내세워 지역의 주민들과 경제를 조종한 뒤 이를 제국에 이용하면서 내세웠던 것으로 기억되고 있다.

## 역사
일본에 의해 통합된 아시아의 개념은 1936년부터 1940년까지 일본의 외무대신직을 지낸 군 사상가인 아리타 하치로 장군에게서 비롯된 일본 육군의 개념을 기반에 두었다. 육군은 그들의 새로운 일본 제국은 먼로주의, 특히 루스벨트 계론을 아시아에 대응시킨 것이라 주장했다. 아시아의 지역들은 일본에게 미국에게 있어서의 라틴 아메리카만큼 중요한 것이라고 주장되었다.
일본의 외무대신 마쓰오카 요스케는 1940년 8월 1일의 기자회견에서 공식적으로 대동아공영권의 개념을 밝혔으나, 개념 자체는 오랜 기간 동안 다른 형태로도 존재하고 있었다. 일본의 지도계층은 오랫동안 이 개념에 관심을 가졌다. 유럽에서의 제2차 세계 대전의 발발은 압력에 효과적으로 보복할 수 없어진 유럽 열강들이 중국에 대한 지원을 철회할 것을 "아시아인들의 아시아"라는 명목으로 요구할 수 있는 기회를 일본에게 주었다. 전쟁 이전 서구의 식민통치를 당하며 많은 주민들이 일본에 동감하던 대동아공영권 내부의 다른 국가들(인도네시아 등)은 전쟁 초기에 점령되었고, 대동아공영권의 나머지는 이미 일본의 통제하에 있던(만주국 등) 중이었다. 이러한 요소들이 일본을 제외한 회원국들끼리의 협력이나 권한이 부족한 상태에서의 대동아공영권의 설립을 전쟁 초반에 큰 어려움 없이 가능하게 만들었다.
전쟁이 지속되면서, 일본의 선전은 "아시아인들의 아시아" 선전과 제국주의 세력으로부터 아시아를 해방해야 할 필요성에 대한 인지의 내용을 담았다. 1937년부터 지속된 중일 전쟁에서의 실패의 이유는 1941년부터, 중국이 소련으로부터 더 많은 지원을 받았음에도 영국과 미국의 동남아시아 식민지를 이용한 것 때문으로 돌려졌다. 몇몇 경우에는 일본군이 침략해 영국과 프랑스 등의 식민 정부들과 군대를 몰아냈을 때 지역 주민들이 일본군을 환영하기도 했다. 하지만 보통은 특히 중국에서 많이 드러난 일본군의 잠재적 지역 이용 행태와 잔인함이 지역 주민들이 새로운 아시아의 제국주의자들이 서구 자본주의자들보다 더욱 심하다고 여기게 했다. 일본 정부는 지역 경제가 일본의 전쟁 물자의 원료 생산을 위해 강력히 규제되어야 한다고 지시했다;한 내각 인사는 "규제는 없다. 그것들은 적의 소유물이다. 우리는 그것들을 빼앗아 우리가 원하는 대로 뭐든지 할 수 있다"고 발언했다.
정부 고위층의 열람을 목적으로 1943년에 완성된 기밀문서인 야마토 민족을 중핵으로 하는 세계정책의 검토에서는 대동아공영권의 창시자이자 지역 내의 최대 군사 강국인 일본이 자연스럽게 다른 국가들을 보호하에 두고 대동아공영권 내에서 우위를 차지한다고 보았다.
일본의 입장에서, 대동아공영권과 연합국과의 전쟁 이면에는 하나의 이유가 있었다: 중국 시장이었다. 일본은 미국의 인가를 받던 중국 시장에 대해 일본만의 "특별한 관계"를 원했다. 이 시장들의 잠재적 부의 풍부함을 인식한 미국은 일본이 중국으로의 수출에 있어서 우위를 갖게 하는 것을 거부했다. 일본 제국은 중국 시장에서의 일본의 공식적인 이점을 확보하기 위한 시도로, 처음에는 중국을 침략하고 나중에는 대동아공영권을 추진했다.
일본의 외무대신 도고 시게노리에 따르면, 일본이 대동아공영권 건설에 성공한다면 지도국으로서 동아시아를 통합할 것이고, 대동아공영권이라는 말은 일본 제국과 동의어가 될 것이었다.

### 대동아회의

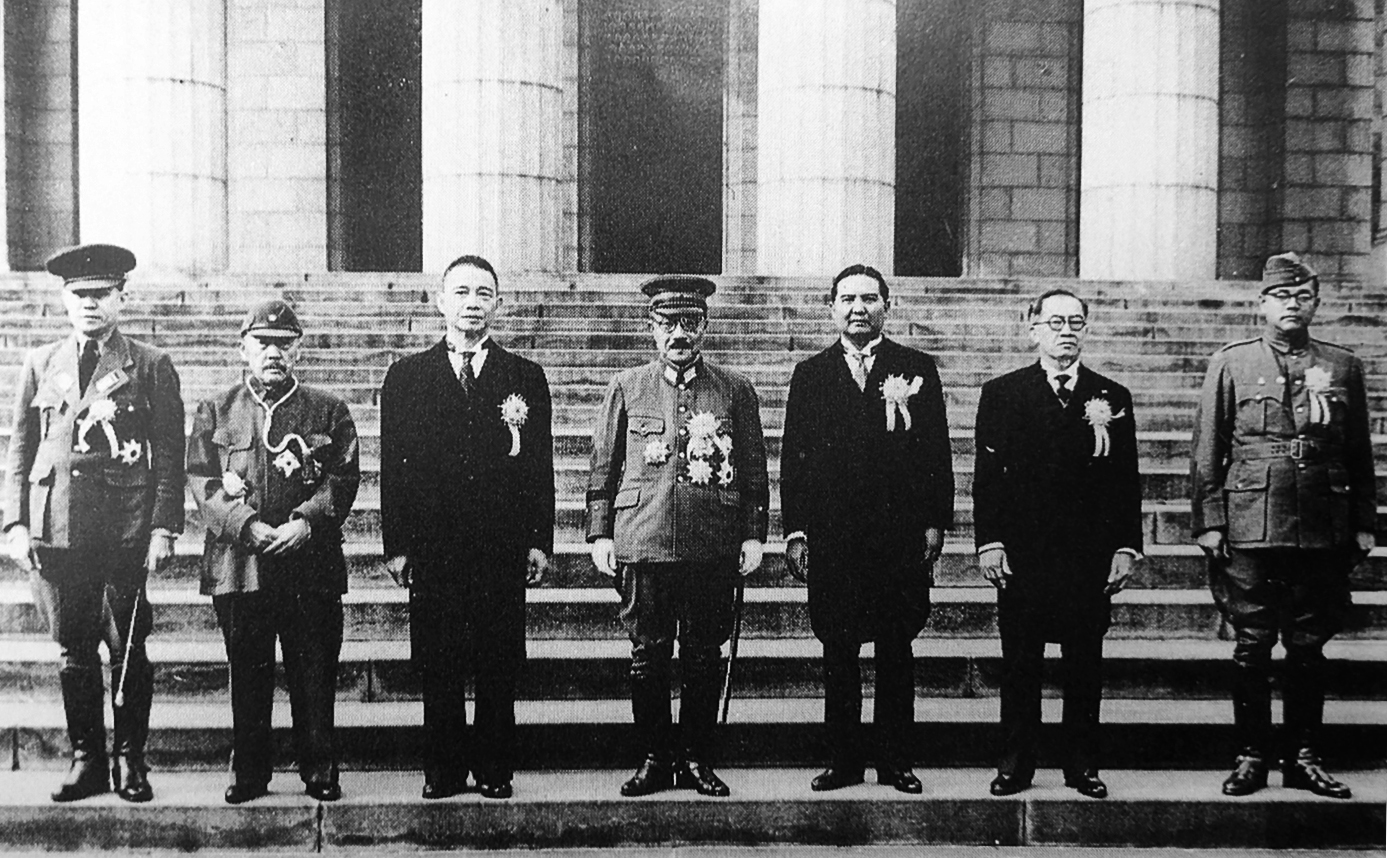
1943년 11월 5일 대동아회의에 참가한 각국 수뇌부들. (일본 제국의회 의사당 앞에서 기념 촬영) 왼쪽으로부터 바 마우, 장징후이, 왕징웨이, 도조 히데키, 완 와이타야쿤, 호세 라우렐, 수바스 찬드라 보스.

대동아회의(일본어: 大東亜会議 다이토아카이기[*])는 1943년 11월 5-6일, 도쿄에서 개최되었다: 일본은 대동아공영권 구성국들의 국가원수들을 초대했다. 이 회의는 '도쿄 회의'라고도 불린다. 대표자들이 회의 동안 사용한 언어는 영어였다.
회의에서는 다양한 주제가 다루어졌지만, 일본의 범아시아주의 이상과 서구 제국주의로부터의 아시아의 "해방자" 역할을 강조하려는 의도를 내포했다.
참석자들은 다음과 같다:
- 도조 히데키 일본 총리
- 장징후이 만주국 총리
- 왕징웨이 난징 국민정부 국가 주석
- 바 마우 버마국 총리
- 수바스 찬드라 보스 자유 인도 임시 정부 국가 주석
- 호세 라우렐 필리핀 제2공화국 대통령
- 완 와이타야쿤(태국어판) 태국 왕자, 몽꿋의 손자

도조 히데키는 서구의 "물질 문명"에 대항하는 아시아의 "정신적 본질"을 찬양하는 연설로 그들을 맞이했다. 그들의 회의는 주로 독자 노선의 추구와 서구 제국주의에 대한 비판으로 이루어졌고, 경제적 개발과 협력에 대한 구체적 계획은 논의되지 않았다.
이 회의에서, 참가국들은 연합국들에 대항한 정치, 경제적 협력 관계를 선전하는 공동선언을 발표했다.

### 구성국
구성국들은 일본의 점령지 면적이 최대에 이르렀을 당시 공식적으로 대동아공영권에 속했다.
- 일본 제국과 총독부들
- 만주국
- 몽강연합자치정부
- 왕징웨이 정권
- 버마국
- 필리핀 제2공화국
- 베트남 왕국
- 캄보디아 왕국
- 라오스 왕국
- 자유 인도 임시 정부

### 실패
대동아공영권은 1945년 8월 일본의 항복으로 붕괴했다. 일본은 아시아의 일부 지역에서 반서구 감정을 활성화시키는 데 성공했지만, 대동아공영권은 절대 아시아의 통합을 실현하지 못했다. 버마국 국가 주석 바 마우는 일본군을 비판했다:
"그 군국주의자들은 모든 것을 일본의 입장에서만 바라보았고, 심지어 그들은 그들이 다루는 다른 이들 모두가 그들과 똑같이 해야 한다고 주장했다. 그들에게는 어떤 일을 할 때 일본식의 방법밖에 없었다; 오직 하나의 목표와 관점, 일본의 관점 말이다; 동아시아 국가들의 단 하나의 운명은 많은 수의 만주국과 한국을 영원히 일본에 종속되도록 한다. 이런 인종적 부담은...일본 군국주의자들과 우리 지역의 사람들 사이에 실제적 이해가 거의 불가능하게 만들었다."
즉, 대동아공영권은 모든 동아시아 국가들의 발전을 위해서가 아니라, 일본의 자체적 관점을 위해 작동했고, 따라서 일본인들은 다른 동아시아 국가들에서 지원을 끌어모으는 데 실패했다. 그 기간 동안 이 동아시아 국가들에서 민족 운동이 일어났고, 이 민족주의자들은 어느 정도 일본에 협력했다. 하지만 오하이오 대학교의 명예 정치학 교수 윌러드 엘즈브리(Willard Elsbree)는 일본 정부와 이 민족주의 지도자들은 "양측의 관점 통합을 절대 이루지 못했다, (그리고) 일본의 패망에 대한 아시아인들의 슬픔의 압도는 일말도 남아 있지 않았다"고 주장한다.
일본이 대동아공영권의 다른 참가국들의 목표와 관점 이해에 실패한 것은 정신적이 아니라 이론적으로 일본에 얽매인 국가들의 약한 협력의 상황을 만들었다. 바 마우는 일본인들이 "아시아인들의 아시아"의 목표에 맞게 행동했다면 일본은 매우 다른 결과를 얻어낼 수 있었을 거라고 주장한다. 그는 만약 일본이 전쟁 시작 때 그 격언을 선언하고 그대로 그에 맞게 행동했다면 이렇게 되었을 것이라 주장한다:
"그 어떤 군사적 패배도 일본에 대한 아시아 거의 대부분의 신뢰와 고마움을 빼앗지 못했을 것이며, 그것은 아시아가 그에게 스스로 다가가는, 전후 세계에서의 새롭고, 위대하며, 변치 않을 위치를 찾는 데 중요한 역할을 했을 것이다."

## 계획된 영토 범위

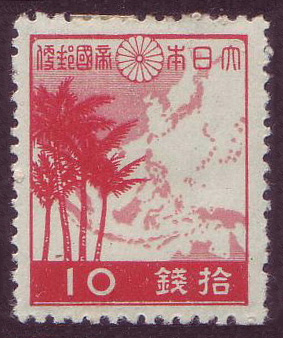
대동아공영권의 범위를 나타내는 지도가 그려진 일본의 10센 우표. 1942년부터 1947년까지 사용되었다.

제2차 세계 대전이 동아시아와 태평양으로 확대되기 이전, 일본의 기획자들은 일본의 러시아(남사할린과 관동주), 독일(남양 군도), 중국(만주국)과의 이전 전쟁에서 얻은 정복지와 한국, 대만, 최근에 얻은 중국의 일부, 점령한 프랑스령 인도차이나를 보유하는 것은 스스로의 운명이라고 여겼다.

### 토지 분할 계획
대동아공영권의 지리적 차원에서의 상당히 자세한 기획은 1941년 12월 일본 육군성의 연구 기관에서 준비한 전시 문서에 상술되었다. "대동아공영권에서의 토지처분안"(大東亜共栄圏における土地処分案)으로 알려진 이 문서는 일본의 육군대신(이후 총리) 도조 히데키의 명령과 인가를 얻어 정리되었다. 문서는 일본이 점령한 중국 지역에서 이미 설립된 만주국, 몽강연합자치정부, 왕징웨이 정권이 계속 기능하는 것을 인정했다. 또한 당시 일본의 영향권 밖의 동아시아의 거의 전체, 태평양, 심지어 남아메리카와 카리브 제도 동부만큼 일본에서 먼 서반구의 상당 지역에 해당하는 넓은 범위의 지역을 정복하는 것을 구상했다.
대동아공영권의 계획된 범위에 대한 야망은 지극히 높았으나, "대동아전쟁" 동안의 일본의 목표는 계획대로의 영역을 단번에 전부 얻는 것이 아니라, 20년 후쯤 다가올 필리핀을 잃은 미국 등의 패배한 유럽 열강들의 아시아 식민지를 정복하는 것을 통한 결전을 준비하는 것이었다. 도조가 귀족원에서 계획을 밝혔을 때, 그는 장기적인 전망은 모호하지만, 홍콩 같은 중요 지역에의 일본의 통치를 유지할 것이면서도 필리핀과 미얀마는 독립을 허락받아야 한다고 말했다.
제1차 세계 대전 당시 일본이 독일 제국으로부터 얻어 Class C 위임통치를 맡은 마리아나 제도, 캐롤라인 제도, 마셜 제도 등의 적도 이북의 제도들 등은 이 계획에 맞지 않았다. 그것들은 독일과의 이전 협상에서의 의제였고, 경제적, 금전적 보상을 통해 공식적으로 일본에 할양될 예정이었다.
계획은 일본의 미래 제국을 크게 둘로 나누었다. 첫 번째 지역들은 일본의 일부가 되거나 직접적 통치하에 있을 것으로 예상했다. 두 번째는 대동아의 동맹의 "공식적" 회원국으로 지명될, 만주국을 모델로 한 친일 괴뢰국들에 의해 강력히 통제될 지역들이었다.

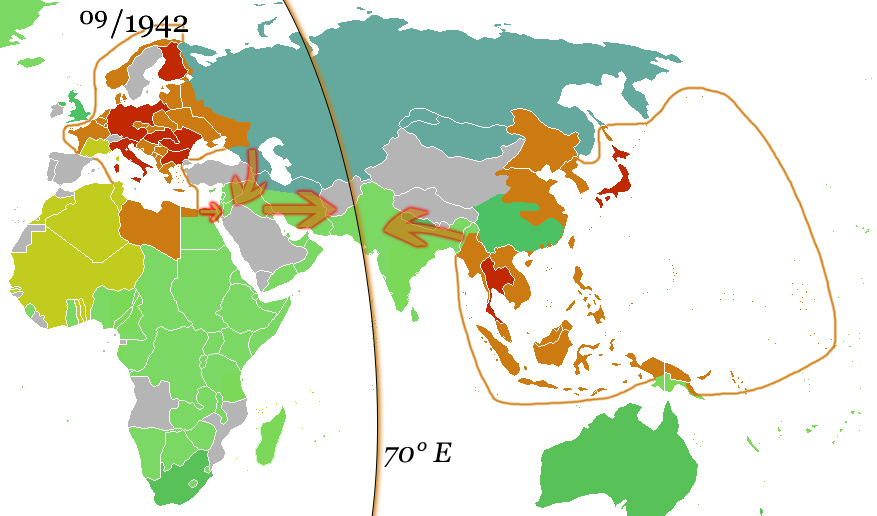
독일과 일본의 1942년 가을의 최대 진격 범위에서의 영향권. 일본과 독일은 화살표 방향으로 진군하여 동경 70도로 분할하는 것을 계획하였으나, 이루어지지는 않았다.

계획의 일부는 나치 독일과의 성공적 협상과 추축국의 전 세계적인 승리에 달려 있었다. 독일과 이탈리아가 미국에 선전포고한 이후인 1941년 12월 11일, 일본은 군사적 협상에서 독일인들에게 동경 70도선으로 아시아 대륙의 한계를 정하는 안을 제출했다. 수직의 이 선은 북쪽으로는 오비강의 북극 강어귀에서부터, 남쪽으로는 아프가니스탄의 호스트주 동부와 인도의 라지코트 서부의 인도양에 이르며, 독일의 레벤스라움과 이탈리아의 스파치오 비탈레 지역을 서쪽에 두고, 일본의 대동아공영권 등의 지역을 동쪽에 둘 것이었다. 하지만 추축국은 지구 반대편에서 동반구와 서반구를 나눌 제2의 경계선에 대해 협상하지 못했다.

### 일본 직할 지역
- 일본 제국 본토

일본 열도, 한반도, 타이완섬, 사할린 섬, 관동주
- 타이완 총독부

홍콩, 필리핀, (포르투갈로부터 구매할) 마카오, 파라셀 제도, (중국 괴뢰정부로부터 구매할) 하이난성. 이름과는 달리, 타이완섬을 포함할 계획은 아니었다.
- 남양청

괌, 나우루, 바나바섬, 길버트 제도, 웨이크섬.
- 멜라네시아 총독부 또는 남태평양 총독부

파푸아뉴기니, 솔로몬 제도, 산타크루즈 제도, 투발루, 피지, 바누아투, 누벨칼레도니.
- 동태평양 총독부

하와이, 하울랜드섬, 베이커섬, 피닉스 제도, 레인 제도, 마르키즈 제도, 투아모투 제도, 소시에테 제도, 쿡 제도, 오스트랄 제도, 사모아 제도, 통가. 만주국을 모델로 해서 옛 하와이 왕국을 재건하는 것도 검토되었다. 가라후토 청을 모델로 한 하와이의 순조로운 편입은 1920년 기준 하와이 인구의 약 43%(약 16만 명)를 차지하는 지역 일본인 공동체의 영향력을 이용할 계획이었다. 하와이는 식량 공급을 자급자족할 것이었고, 설탕과 파인애플을 재배하는 하와이의 5대 사탕수수 기업은 해체될 예정이었다. 하와이가 일본에 합병될지, 꼭두각시 왕정이 설립될지, 미국에 영향력을 행사하는 패가 될지에 대한 논의는 결론에 도달하지 못했다.
- 오스트레일리아 총독부

테즈메이니아를 포함한 오스트레일리아 전체. 오스트레일리아와 뉴질랜드는 일본 이주민을 2백만 명까지 수용할 예정이었다. 하지만 일본인들이 오스트레일리아와 분리되어, 미얀마, 필리핀과 같이 식민지가 아닌 위성국으로써의 오스트레일리아와 상호 평화를 추구했다는 증거도 있다.
- 실론 총독부

고아주와 벵골만을 잇는 선 이남의 인도 해안 전체.
- 알래스카 총독부

알래스카주, 유콘 준주, 노스웨스트 준주 서부, 앨버타주, 브리티시컬럼비아주, 워싱턴주. 미국 서부 해안 지역을 준 자치적인 위성국으로 만들 계획들도 있었다. 이 계획은 심각하게 고려되지는 않았다; 추축국의 전 세계적 승리에 달려 있었다.
- 중앙아메리카 총독부

과테말라, 엘살바도르, 온두라스, 벨리즈, 니카라과, 코스타리카, 파나마, 콜롬비아, 베네수엘라의 마라카이보(서부) 지역, 에콰도르, 쿠바, 아이티, 도미니카 공화국, 자메이카, 바하마. 또한 만약 멕시코, 페루, 칠레가 일본과의 전쟁에 합류한다면, 이 국가들의 상당 부분이 일본에게 넘어갈 것이었다. 멕시코의 1942년 5월 22일, 페루의 1944년 2월 12일, 칠레의 (나치 독일이 거의 전쟁에서 패배할 무렵인) 1945년 5월 11일의 대일 선전포고는 서반구의 태평양 연안에 있는 세 환태평양 국가들이 전쟁이 끝날 때까지 모두 일본과 적대 관계에 들도록 했다. 일본의 손에 들어갈 트리니다드 섬, 가이아나, 수리남, 리워드 제도의 영국과 프랑스 소유지들의 미래는 승리한 추축국 나치 독일과의 협상에 놓일 것이었다.

### 아시아의 괴뢰국들
- 만주국

만주 지역.
- 몽강연합자치정부

만주국 서쪽의 외몽골.
- 왕징웨이 정권

일본에게 점령된 중국의 다른 지역들.
- 동인도 왕국

인도네시아, 보르네오, 크리스마스섬, 안다만 니코바르 제도, (포르투갈로부터 구매) 포르투갈령 티모르.
- 버마국

미얀마, 인도 아삼주, 벵갈의 대부분.
- 말라야 왕국

말레이 반도의 나머지.
- 캄보디아 왕국

캄보디아와 프랑스령 코친차이나의 일부.
- 프랑스령 인도차이나

안남, 라오스, 통킹.

## 같이 보기
- 지정학
- 중앙계획소안(中央計劃素案) - 1943년에 일본제국이 15년후를 목표로 입안한 비밀국토계획으로서 수도를 도쿄에서 지금의 경기도 용인시 지역으로 이전하려고 함
- 야마가타 아리토모 의견서 - '주권선'과 '이익선'의 개념 제시
- 후구계획(복어계획)
- 레벤스라움
- 루스키 미르(러시안 월드) - 나치 독일의 레벤스라움에 대항적 성격의 '러시아 제국판' 세력권(sphere of influence, SOI)
- 일본의 전쟁 범죄
- 범아시아주의(대아시아주의)
  - 오카쿠라 덴신 - '조선은 원래 일본의 영토' 주장
- 대동아회의
- 팔굉일우
- 일억옥쇄
- 신국
- 야마토 혼
- 오족협화
- 내선일체
- 일만불가분
- 국가신토
- 야마토 민족
- 아이누
- 제2차 세계 대전 동안 추축국의 아시아 분단 협상
- 류큐민족
- 야마토 민족을 중핵으로 하는 세계정책의 검토
- 사토 노부히로
- 쇼와 천황
- 쇼와 천황의 전쟁책임
- 황국사관
- 일본의 우익 단체
- 일본군